# Roter Wedding
„Roter Wedding“ ist ein Lied der Arbeiterbewegung und war ursprünglich das Auftrittslied der Agitproptruppe Der rote Wedding. Die Melodie komponierte Hanns Eisler, der Text ist von Erich Weinert.
Es gibt deutliche Anspielungen darauf, dass das Lied auf einer Theaterbühne gesungen wurde: „Was wir spielen, ist Klassenkampf“, „wir ziehen den Vorhang auf“, „so nimmt das Spiel seinen Lauf“. Als das Lied sich verselbständigte und in anderen Situationen gesungen wurde, wurden diese Passagen umgedichtet. Deshalb gibt es unterschiedliche Versionen des Textes. Mehrere davon galten bis 1933 als inoffizielle Hymne des Roten Frontkämpferbundes.
Der Inhalt bezieht sich auf den sogenannten Blutmai, wo Polizisten vom 1. bis 3. Mai 1929 hauptsächlich im Wedding und in Neukölln – damals bekannte Berliner Arbeiterviertel – mindestens 32 Anwohner erschossen: „Wir gedenken des Ersten Mai! Der herrschenden Klasse blut'ges Gesicht, der rote Wedding vergißt es nicht und die Schande der SPD!“ und stellt der Weimarer Republik ein visionäres Deutschland nach dem Vorbild der Sowjetunion gegenüber: „Die Republik … steht auf dickem Morast von Dummheit und Reaktion. Wir rücken an, wir misten aus! Und bauen uns ein neues Haus: Die deutsche Sowjetunion!“, wobei sich die Sänger als „Vorhut der Roten Armee“ verstehen. Erich Weinert wurde 1931 wegen des Liedes verklagt. Man beschuldigte ihn der Aufreizung zum Klassenhass, Gotteslästerung und Verächtlichmachung der republikanischen Staatsform. Weinert wurde jedoch wegen Verjährung freigesprochen.
Der Text des populären Liedes erfuhr nach 1933 unter dem Eindruck der Zerschlagung der Arbeiterbewegung in der NS-Zeit und der Aufteilung Deutschlands nach dem Zweiten Weltkrieg Umdichtungen. So entfernte Ernst Busch die Schmähungen von SPD und  Weimarer Republik und fügte die Zeile „…damit Deutschland den Deutschen gehört“ ein. Wie sein Lied Ami, go home richtete sich diese Zeile gegen die amerikanische Besatzungsmacht.